# Oceanisch kampioenschap voetbal 2002
De Oceania Nations Cup 2002 was de zesde editie van de OFC Nations Cup, een voetbaltoernooi voor landen die aangesloten waren bij de OFC, de voetbalbond van Oceanië. In 1973 is het toernooi onder de naam Oceania Cup van start gegaan.
De voorronde werd gehouden van 9 tot en met 18 maart in Apia, Samoa. De eindronde werd gehouden van 5 tot en met 14 juli in Auckland en Albany (een voorstad van Auckland), Nieuw-Zeeland.
Het toernooi gold niet enkel als het OFC-kampioenschap voor landenteams, maar ook als kwalificatietoernooi voor de Confederations Cup 2003 en de winnaar plaatste zich bovendien voor de AFC/OFC Cup Challenge.
De competitie werd begonnen met een voorronde met zes landen; de vijf zwakste landen volgens de FIFA-ranglijst van 2001, aangevuld met Nieuw-Caledonië dat geen lid was van de FIFA. De nummers één en twee mochten naar de eindronde.
In de eindronde werden de acht teams verdeeld in twee poules van vier landen. De twee eersten uit elke poule plaatsten zich voor de halve finale.
Australië nam met een sterk verzwakt team deel aan het toernooi en kon zijn titel uit 2000 niet verdedigen. Nieuw-Zeeland won de finale van Australië.

## Voorronde
|   | Land                | Wed            | W              | G              | V              | DV             | DT             | DS             | Pnt            |
| - | ------------------- | -------------- | -------------- | -------------- | -------------- | -------------- | -------------- | -------------- | -------------- |
| 1 | Papoea-Nieuw-Guinea | 4              | 4              | 0              | 0              | 20             | 2              | +18            | 12             |
| 2 | Nieuw-Caledonië     | 4              | 3              | 0              | 1              | 25             | 4              | +21            | 9              |
| 3 | Samoa               | 4              | 2              | 0              | 2              | 8              | 9              | −1             | 6              |
| 4 | Tonga               | 4              | 1              | 0              | 3              | 7              | 18             | −11            | 3              |
| 5 | Amerikaans-Samoa    | 4              | 0              | 0              | 4              | 2              | 29             | −27            | 0              |
|   | Cookeilanden        | Teruggetrokken | Teruggetrokken | Teruggetrokken | Teruggetrokken | Teruggetrokken | Teruggetrokken | Teruggetrokken | Teruggetrokken |

|                                 |                                                                                    |                  |                  |                                            |
| 9 maart 2002 «onderlinge duels» | Nieuw-Caledonië                                                                    | 10 – 0           | Amerikaans-Samoa | Toleofoa J.B. Soccer Complex, Apia (Samoa) |
| 9 maart 2002 «onderlinge duels» | Case 10' Pibke 11', 40', 54', 58', 70' Jose 25' Kauma 36' Wanakaija 55' Voudjo 74' | Wedstrijdverslag |                  | Toleofoa J.B. Soccer Complex, Apia (Samoa) |

|                                 |                     |                  |       |                                            |
| 9 maart 2002 «onderlinge duels» | Samoa               | 2 – 0            | Tonga | Toleofoa J.B. Soccer Complex, Apia (Samoa) |
| 9 maart 2002 «onderlinge duels» | Timo 52' Lemana 83' | Wedstrijdverslag |       | Toleofoa J.B. Soccer Complex, Apia (Samoa) |

|                                  |                                                                 |                  |                       |                                            |
| 12 maart 2002 «onderlinge duels» | Tonga                                                           | 7 – 2            | Amerikaans-Samoa      | Toleofoa J.B. Soccer Complex, Apia (Samoa) |
| 12 maart 2002 «onderlinge duels» | Suli 3', 72', 80' Maamaloa 5' Taufahema 19' Uele 29' Fifita 39' | Wedstrijdverslag | Atualevao 15' Afu 70' | Toleofoa J.B. Soccer Complex, Apia (Samoa) |

|                                  |                                         |                  |                 |                                            |
| 12 maart 2002 «onderlinge duels» | Papoea-Nieuw-Guinea                     | 4 – 1            | Nieuw-Caledonië | Toleofoa J.B. Soccer Complex, Apia (Samoa) |
| 12 maart 2002 «onderlinge duels» | Kombi 31' Tomda 57' Aisa 70' Davani 85' | Wedstrijdverslag | Voudjo 40'      | Toleofoa J.B. Soccer Complex, Apia (Samoa) |

|                                  |                                                            |                  |       |                                            |
| 14 maart 2002 «onderlinge duels» | Papoea-Nieuw-Guinea                                        | 5 – 0            | Tonga | Toleofoa J.B. Soccer Complex, Apia (Samoa) |
| 14 maart 2002 «onderlinge duels» | Lohai 19' Moiyap 61' Davani 70' Aisa 84' Andrew Kassam 89' | Wedstrijdverslag |       | Toleofoa J.B. Soccer Complex, Apia (Samoa) |

|                                  |                                                   |                  |                  |                                            |
| 14 maart 2002 «onderlinge duels» | Samoa                                             | 5 – 0            | Amerikaans-Samoa | Toleofoa J.B. Soccer Complex, Apia (Samoa) |
| 14 maart 2002 «onderlinge duels» | Timo 3' Faaiuaso 24', 68' Lemana 31' Fasavalu 48' | Wedstrijdverslag |                  | Toleofoa J.B. Soccer Complex, Apia (Samoa) |

|                                  |                                                                           |                  |       |                                            |
| 16 maart 2002 «onderlinge duels» | Nieuw-Caledonië                                                           | 9 – 0            | Tonga | Toleofoa J.B. Soccer Complex, Apia (Samoa) |
| 16 maart 2002 «onderlinge duels» | Faye 17', 85' Pibke 18', 26', 85' Voudjo 18' Kabeu 45' Kauma 74' Jose 90' | Wedstrijdverslag |       | Toleofoa J.B. Soccer Complex, Apia (Samoa) |

|                                  |            |                  |                                          |                                            |
| 16 maart 2002 «onderlinge duels» | Samoa      | 1 – 4            | Papoea-Nieuw-Guinea                      | Toleofoa J.B. Soccer Complex, Apia (Samoa) |
| 16 maart 2002 «onderlinge duels» | Lemana 56' | Wedstrijdverslag | Kombi 20' Wasi 30' Elizah 60' Moiyap 76' | Toleofoa J.B. Soccer Complex, Apia (Samoa) |

|                                  |                                                              |                  |                  |                                            |
| 18 maart 2002 «onderlinge duels» | Papoea-Nieuw-Guinea                                          | 7 – 0            | Amerikaans-Samoa | Toleofoa J.B. Soccer Complex, Apia (Samoa) |
| 18 maart 2002 «onderlinge duels» | Davani 12', 20', 43' Posman 32' Aisa 46' Lohai 61' Wasi 90+' | Wedstrijdverslag |                  | Toleofoa J.B. Soccer Complex, Apia (Samoa) |

|                                  |       |                  |                                                  |                                            |
| 18 maart 2002 «onderlinge duels» | Samoa | 0 – 5            | Nieuw-Caledonië                                  | Toleofoa J.B. Soccer Complex, Apia (Samoa) |
| 18 maart 2002 «onderlinge duels» |       | Wedstrijdverslag | Kauma 10' David Hay 41', 69' Pibke 59' Mapou 89' | Toleofoa J.B. Soccer Complex, Apia (Samoa) |

Nieuw-Caledonië en Papoea-Nieuw-Guinea plaatsen zich voor de groepsfase.

## Deelnemende landen
| Land                | Aantal deelnames | Huidig aantal deelnames op rij | Vorige deelname |
| ------------------- | ---------------- | ------------------------------ | --------------- |
| Australië (t)       | 5e               | 5                              | 2000            |
| Fiji                | 4e               | 1                              | 1998            |
| Nieuw-Caledonië     | 3e               | 1                              | 1980            |
| Nieuw-Zeeland (g)   | 6e               | 6                              | 2000            |
| Papoea-Nieuw-Guinea | 2e               | 1                              | 1980            |
| Salomonseilanden    | 4e               | 2                              | 2000            |
| Tahiti              | 6e               | 6                              | 2000            |
| Vanuatu             | 5e               | 3                              | 2000            |

(g) = gastland, (t) = titelverdediger

## Stadions
| Auckland                            | Albany                                   | · North Harbour Stadium Ericsson Stadium |
| ----------------------------------- | ---------------------------------------- | ---------------------------------------- |
| Ericsson Stadium Capaciteit: 30.000 | North Harbour Stadium Capaciteit: 25.000 | · North Harbour Stadium Ericsson Stadium |
|                                     |                                          | · North Harbour Stadium Ericsson Stadium |
| Wedstrijden groep A Knock-outfase   | Wedstrijden Groep B                      | · North Harbour Stadium Ericsson Stadium |

## Groepsfase

### Groep A
| Land            | Wed | Win | Gel | Ver | DV | DT | +/− | Pnt |
| --------------- | --- | --- | --- | --- | -- | -- | --- | --- |
| Australië       | 3   | 3   | 0   | 0   | 21 | 0  | 21  | 9   |
| Vanuatu         | 3   | 2   | 0   | 1   | 2  | 2  | 0   | 6   |
| Fiji            | 3   | 1   | 0   | 2   | 2  | 10 | −8  | 3   |
| Nieuw-Caledonië | 3   | 0   | 0   | 3   | 1  | 14 | −13 | 0   |

|                                |                      |                  |                 |                                                                          |
| 6 juli 2002 «onderlinge duels» | Fiji                 | 2 – 1            | Nieuw-Caledonië | Ericsson Stadium Auckland Toeschouwers: 1.000 Scheidsrechter: Derek Rugg |
| 6 juli 2002 «onderlinge duels» | Toma 23' Bukaudi 49' | Wedstrijdverslag | Sinedo 79'      | Ericsson Stadium Auckland Toeschouwers: 1.000 Scheidsrechter: Derek Rugg |

|                                |                          |                  |         |                                                                                 |
| 6 juli 2002 «onderlinge duels» | Australië                | 2 – 0            | Vanuatu | Ericsson Stadium Auckland Toeschouwers: 1.000 Scheidsrechter: Charles Ariiotima |
| 6 juli 2002 «onderlinge duels» | Mori 69' Despotovski 85' | Wedstrijdverslag |         | Ericsson Stadium Auckland Toeschouwers: 1.000 Scheidsrechter: Charles Ariiotima |

|                                |            |                  |      |                                                                             |
| 8 juli 2002 «onderlinge duels» | Vanuatu    | 1 – 0            | Fiji | Ericsson Stadium Auckland Toeschouwers: 800 Scheidsrechter: Joakim Sosongan |
| 8 juli 2002 «onderlinge duels» | Marango 6' | Wedstrijdverslag |      | Ericsson Stadium Auckland Toeschouwers: 800 Scheidsrechter: Joakim Sosongan |

|                                | |                  |                 |                                                                        |
| 8 juli 2002 «onderlinge duels» | Australië | 11 – 0           | Nieuw-Caledonië | Ericsson Stadium Auckland Toeschouwers: 200 Scheidsrechter: Derek Rugg |
| 8 juli 2002 «onderlinge duels» | Despotovski 2', 56' (pen.), 76', 77' Horvat 15' Chipperfield 22', 35' Mori 34' Costanzo 83' Porter 86' Trimboli 90+' | Wedstrijdverslag |                 | Ericsson Stadium Auckland Toeschouwers: 200 Scheidsrechter: Derek Rugg |

|                                 |          |                  |                 |                                                                               |
| 10 juli 2002 «onderlinge duels» | Vanuatu  | 1 – 0            | Nieuw-Caledonië | Ericsson Stadium Auckland Toeschouwers: 500 Scheidsrechter: Charles Ariiotima |
| 10 juli 2002 «onderlinge duels» | Iwai 76' | Wedstrijdverslag |                 | Ericsson Stadium Auckland Toeschouwers: 500 Scheidsrechter: Charles Ariiotima |

|                                 |                                                                          |                  |      |                                                                          |
| 10 juli 2002 «onderlinge duels» | Australië                                                                | 8 – 0            | Fiji | Ericsson Stadium Auckland Toeschouwers: 1.000 Scheidsrechter: Derek Rugg |
| 10 juli 2002 «onderlinge duels» | Milicic 4' Porter 7', 12', 45', 52' Juric 36' Trimboli 46' De Amicis 89' | Wedstrijdverslag |      | Ericsson Stadium Auckland Toeschouwers: 1.000 Scheidsrechter: Derek Rugg |

### Groep B
| Land                | Wed | Win | Gel | Ver | DV | DT | +/− | Pnt |
| ------------------- | --- | --- | --- | --- | -- | -- | --- | --- |
| Nieuw-Zeeland       | 3   | 3   | 0   | 0   | 19 | 2  | 17  | 9   |
| Tahiti              | 3   | 2   | 0   | 1   | 6  | 7  | −1  | 6   |
| Salomonseilanden    | 3   | 0   | 1   | 2   | 3  | 9  | −6  | 1   |
| Papoea-Nieuw-Guinea | 3   | 0   | 1   | 2   | 2  | 12 | −10 | 1   |

|                                |                     |       |                  |                                                                                 |
| 5 juli 2002 «onderlinge duels» | Papoea-Nieuw-Guinea | 0 – 0 | Salomonseilanden | North Harbour Stadium Albany Toeschouwers: 1.000 Scheidsrechter: Matthew Breeze |
| 5 juli 2002 «onderlinge duels» | Wedstrijdverslag    |       |                  | North Harbour Stadium Albany Toeschouwers: 1.000 Scheidsrechter: Matthew Breeze |

|                                |                                                  |                  |        |                                                                                |
| 5 juli 2002 «onderlinge duels» | Nieuw-Zeeland                                    | 4 – 0            | Tahiti | North Harbour Stadium Albany Toeschouwers: 1.000 Scheidsrechter: Harry Attison |
| 5 juli 2002 «onderlinge duels» | Nelsen 30' Vicelich 49' Urlovic 80' Campbell 88' | Wedstrijdverslag |        | North Harbour Stadium Albany Toeschouwers: 1.000 Scheidsrechter: Harry Attison |

|                                |                                            |                  |                      |                                                                                 |
| 7 juli 2002 «onderlinge duels» | Tahiti                                     | 3 – 2            | Salomonseilanden     | North Harbour Stadium Albany Toeschouwers: 1.000 Scheidsrechter: Matthew Breeze |
| 7 juli 2002 «onderlinge duels» | Booene 42' Tagawa 57' Fatupua-Lecaill 90+' | Wedstrijdverslag | Daudau 8' Menapi 25' | North Harbour Stadium Albany Toeschouwers: 1.000 Scheidsrechter: Matthew Breeze |

|                                |                                                                                   |                  |                     |                                                                                |
| 7 juli 2002 «onderlinge duels» | Nieuw-Zeeland                                                                     | 9 – 1            | Papoea-Nieuw-Guinea | North Harbour Stadium Albany Toeschouwers: 1.000 Scheidsrechter: Leone Rakaroi |
| 7 juli 2002 «onderlinge duels» | Killen 9', 10', 28', 51' Campbell 27', 85' Nelsen 54' Burton 87' De Gregorio 90+' | Wedstrijdverslag | Aisa 35' (pen.)     | North Harbour Stadium Albany Toeschouwers: 1.000 Scheidsrechter: Leone Rakaroi |

|                                |                            |                  |                     |                                                                        |
| 9 juli 2002 «onderlinge duels» | Tahiti                     | 3 – 1            | Papoea-Nieuw-Guinea | North Harbour Stadium Albany Toeschouwers: 800 Scheidsrechter: Rakaroi |
| 9 juli 2002 «onderlinge duels» | Garcia 29' Tagawa 49', 64' | Wedstrijdverslag | Davani 43'          | North Harbour Stadium Albany Toeschouwers: 800 Scheidsrechter: Rakaroi |

|                                |                                                            |                  |                  |                                                                                |
| 9 juli 2002 «onderlinge duels» | Nieuw-Zeeland                                              | 6 – 1            | Salomonseilanden | North Harbour Stadium Albany Toeschouwers: 1.000 Scheidsrechter: Harry Attison |
| 9 juli 2002 «onderlinge duels» | Vicelich 28', 45' Urlovic 42' Campbell 50', 75' Burton 88' | Wedstrijdverslag | Fa'arodo 73'     | North Harbour Stadium Albany Toeschouwers: 1.000 Scheidsrechter: Harry Attison |

## Knock-outfase
|  | halve finale       | halve finale       |   |                    | finale             | finale |
|  |                    |                    |   |                    |                    |        |
|  | 12 juli – Auckland |                    |   |                    |                    |        |
|  | Australië          | 2                  |   |                    |                    |        |
|  | Tahiti             | 0                  |   |                    |                    |        |
|  |                    |                    |   |                    |                    |        |
|  |                    |                    |   |                    | 14 juli – Auckland |        |
|  |                    |                    |   |                    | Australië          | 0      |
|  |                    | Nieuw-Zeeland      | 1 |                    |                    |        |
|  |                    |                    |   |                    |                    |        |
|  |                    |                    |   |                    | derde plaats       |        |
|  | 12 juli – Auckland | 12 juli – Auckland |   | 14 juli – Auckland | 14 juli – Auckland |        |
|  | Nieuw-Zeeland      | 3                  |   | Vanuatu            | 0                  |        |
|  | Vanuatu            | 0                  |   |                    | Tahiti             | 1      |

### Halve finale
|                                 |                     |                  |              |                                                                        |
| 12 juli 2002 «onderlinge duels» | Australië           | 2 – 1 (nv)       | Tahiti       | Ericsson Stadium Auckland Toeschouwers: 400 Scheidsrechter: Derek Rugg |
| 12 juli 2002 «onderlinge duels» | Porter 88' Mori 96' | Wedstrijdverslag | Zaveroni 38' | Ericsson Stadium Auckland Toeschouwers: 400 Scheidsrechter: Derek Rugg |

|                                 |                            |                  |         |                                                                      |
| 12 juli 2002 «onderlinge duels» | Nieuw-Zeeland              | 3 – 0            | Vanuatu | Ericsson Stadium Auckland Toeschouwers: 1.000 Scheidsrechter: Breeze |
| 12 juli 2002 «onderlinge duels» | Burton 13', 65' Killen 23' | Wedstrijdverslag |         | Ericsson Stadium Auckland Toeschouwers: 1.000 Scheidsrechter: Breeze |

### 3e/4e plaats
|                                 |           |                  |         |                                                                             |
| 14 juli 2002 «onderlinge duels» | Tahiti    | 1 – 0            | Vanuatu | Ericsson Stadium Auckland Toeschouwers: 1.000 Scheidsrechter: Leone Rakaroi |
| 14 juli 2002 «onderlinge duels» | Auraa 65' | Wedstrijdverslag |         | Ericsson Stadium Auckland Toeschouwers: 1.000 Scheidsrechter: Leone Rakaroi |

### Finale
|                                 |               |                  |           |                                                                                 |
| 14 juli 2002 «onderlinge duels» | Nieuw-Zeeland | 1 – 0            | Australië | Ericsson Stadium Auckland Toeschouwers: 4.000 Scheidsrechter: Charles Ariiotima |
| 14 juli 2002 «onderlinge duels» | Nelsen 78'    | Wedstrijdverslag |           | Ericsson Stadium Auckland Toeschouwers: 4.000 Scheidsrechter: Charles Ariiotima |

| 2002 OFC Nations Cup       |
| -------------------------- |
|                            |
| NIEUW-ZEELAND Vierde titel |

## Doelpuntenmakers
6 doelpunten
- Joel Porter

5 doelpunten
- Bobby Despotovski
- Chris Killen
- Jeff Campbell

4 doelpunten
- Mark Burton

3 doelpunten
- Damian Mori
- Ivan Vicelich
- Ryan Nelsen
- Felix Tagawa

2 doelpunten
- Paul Trimboli
- Scott Chipperfield
- Paul Urlovic

1 doelpunt
- Steve Horvat
- Angelo Costanzo
- Ante Milicic
- Ante Juric
- Fausto De Amicis
- Junior Bukaudi
- Veresa Toma

- Andre Sinedo
- Raf de Gregorio
- Joe Aisa
- Reginald Davani
- Commins Menapi
- Henry Fa'arodo
- Patterson Daudau

- Samuel Garcia
- Steve Fatupua-Lecaill
- Sylvain Booene
- Tetahio Auraa
- Teva Zaveroni
- Richard Iwai
- Willie August Marango

1973 · 1980 · 1996 · 1998 · 2000 · 2002 · 2004 · 2008 · 2012 · 2016 · 2020 · 2024